# وست ویکام
وست ویکام (به انگلیسی: West Wycombe) یک روستا و محله مدنی در بریتانیا است که در های ویکام واقع شده‌است. وست ویکام ۱٬۳۴۵ نفر جمعیت دارد.
این روستا که در اواسط قرن هجدهم میلادی پایه‌گذاری شده است، تحت حمایت و نظارت نشنال تراست است و سالیانه تعداد فراوانی بازدیدکننده دارد.